# Korsørs kommun
Korsørs kommun var en kommun i Vestsjællands amt i Danmark. Kommunen hade 20 542 invånare (2004) och en yta på 74,57 km². Korsør var centralort. Från 2007 ingår kommunen i Slagelse kommun.
Flådestation Korsør var en av kommunens största arbetsgivare.